# Tammova nagrada
Tammova nagrada (rusko премия имени И. Е. Тамма) je znanstvena nagrada, ki jo od leta 1995 podeljuje Ruska akademija znanosti (RAN) za pomembne dosežke na področju teoretične fizike in fizike osnovnih delcev ter teorije polja. Nagrada je imenovana v čast akademika in nobelovca Igorja Jevgenjeviča Tamma.

## Prejemniki
- 2007 Boris Lazarevič Joffe
- 2004 Igor Mihajlovič Drjomin
- 2001 Igor Viktorovič Tjutin, Boris Leonidovič Voronov
- 1998 David Abramovič Kiržnic, Galina Vasiljevna Špatkovska
- 1995 Grigorij Aleksandrovič Vilkoviski, Igor Anatoljevič Batalin
- 1992 Vladimir Josifovič Petvijašili
- 1989 Jevgenij Pinhasovič Lihtman, Jurij Abramovič Golfand
- 1987 Viktor Izakovič Ogijevecki
- 1983 Anatolij Iljič Nikišov, Vladimir Ivanovič Ritus
- 1980 Jefim Samojlovič Fradkin